# Bernat de Mur
Bernat de Mur (Mur, Pallars Jussà, ? - convent de Santa Anna de Barcelona, 1264) fou bisbe de Vic de 1243 a 1264. Succeí a Bernat Calvó en el bisbat de la capital osonenca.
El 1238, essent ardiaca de Tremp, anà a estudiar dret a Bolonya. Nomenat bisbe de Vic, aconseguí del papa Gregori VII la reducció del nombre de canonges d'aquella catedral; reformà els estatuts de la mateixa i l'administració de les seves rendes. Canvià amb el rei Jaume el Conqueridor, les possessions que aquest havia donat a Bernat Calvó a València pel castell de Sallent (Bages), i cedí al rei el castell de Gurb a canvi de certes compensacions. Va concórrer al concili provincial de Tarragona (22 d'abril, de 1247). Defensà els drets i llibertat de la seva església i els béns del seu patrimoni.
Celebrà un sínode a Vic el 1252, i hagué de prendre serioses mesures per evitar la propagació de l'heretgia dels valdesos (o ensabatats) pels pobles de la seva diòcesi. Va concórrer a les corts de Lleida, convocades per Jaume I, aconseguint la confirmació dels privilegis i llibertats concedides pels seus predecessors a les esglésies i persones eclesiàstiques i religioses.